# 牧野平五郎
牧野 平五郎（まきの へいごろう、1864年9月1日（元治元年8月1日）- 1928年（昭和3年）5月10日）は、日本の実業家、政治家。衆議院議員、富山市長。

## 経歴
越中国新川郡富山風呂屋町（現富山県富山市堤町通り）で、町年寄・牧野正貫（まさつら）の長男として生まれる。漢学、数学を修めた。家業の呉服業を営む。その他、十二銀行取締役、北陸商業銀行取締役、第四十七国立銀行取締役、富山電灯取締役、中越鉄道取締役、北陸生命保険取締役、富山鉄道取締役、富山米穀肥料取引所監査役、富山商業会議所副会頭などを務めた。また、富山実業新聞を創刊した。
政界では、1892年5月、富山市会議員に選出され、18年間在職し、同議長、富山県会議員、同議長も務めた。1903年3月、第8回衆議院議員総選挙に富山県富山市から出馬して当選し、その後、第10回総選挙でも再選され、衆議院議員を通算二期務めた
1919年2月17日、富山市長に就任し、市長を三期務めて在任中に死去した。この間、教育、産業の振興に尽力。電車の市営化、市庁舎・学校の新設・改築、青年団・婦女会の設置、方面委員制度の実施などを行った。